# Philadelphia Union 2013
Questa voce raccoglie le informazioni riguardanti il Philadelphia Union nelle competizioni ufficiali della stagione 2013.

## Stagione
La stagione 2013 è la quarta in Major League Soccer. La squadra viene guidata per il secondo anno di fila da John Hackworth. Durante tutta la stagione i risultati sono discontinui, sintomo di come la squadra abbia faticato a trovare una propria identità di gioco. A motivo di ciò termina il campionato in 14ª posizione, mancando i play-off. Il percorso in coppa nazionale si interrompe al quarto turno a causa della sconfitta (3-1) per mano del D.C. United.

## Maglie e sponsor
Lo sponsor tecnico è Adidas e il main sponsor Grupo Bimbo.
| Casa | Trasferta | Terza maglia |

## Organico

### Rosa 2013
| N. |                           | Ruolo | Calciatore        |
| -- | ------------------------- | ----- | ----------------- |
| 3  | Stati Uniti (bandiera)    | P     | Chris Albright    |
| 6  | Stati Uniti (bandiera)    | A     | Conor Casey       |
| 7  | Stati Uniti (bandiera)    | C     | Brian Carroll     |
| 8  | Stati Uniti (bandiera)    | D     | Matt Kassel       |
| 9  | Stati Uniti (bandiera)    | A     | Jack McInerney    |
| 10 | Colombia (bandiera)       | C     | Roger Torres      |
| 11 | Francia (bandiera)        | A     | Sébastien Le Toux |
| 12 | Stati Uniti (bandiera)    | A     | Aaron Wheeler     |
| 13 | Sierra Leone (bandiera)   | C     | Michael Lahoud    |
| 14 | Stati Uniti (bandiera)    | D     | Amobi Okugo       |
| 16 | Stati Uniti (bandiera)    | D     | Dori Anding       |
| 17 | Costa d'Avorio (bandiera) | A     | Yann Ekra         |
| 18 | Stati Uniti (bandiera)    | P     | Zac MacMath       |

| N. |                               | Ruolo | Calciatore       |
| -- | ----------------------------- | ----- | ---------------- |
| 19 | Brasile (bandiera)            | A     | Kléberson        |
| 21 | Stati Uniti (bandiera)        | C     | Michael Farfan   |
| 22 | Brasile (bandiera)            | C     | Leo Fernandes    |
| 25 | Stati Uniti (bandiera)        | D     | Sheanon Williams |
| 26 | Trinidad e Tobago (bandiera)  | C     | Keon Daniel      |
| 28 | Stati Uniti (bandiera)        | D     | Ray Gaddis       |
| 29 | Francia (bandiera)            | C     | Antoine Hoppenot |
| 31 | Stati Uniti (bandiera)        | D     | Jeff Parke       |
| 33 | Brasile (bandiera)            | D     | Fabinho          |
| 39 | Macedonia del Nord (bandiera) | P     | Oka Nikolov      |
| 40 | Brasile (bandiera)            | C     | Gilberto Júnior  |
| 44 | Stati Uniti (bandiera)        | C     | Danny Cruz       |